# Allison Glacier
Allison Glacier är en glaciär i Antarktis. Den ligger i Östantarktis. Nya Zeeland gör anspråk på området. Allison Glacier ligger 1 114 meter över havet.
Glaciären börjar vid norra sidan av Mount Huggins och den fortsätter längs västra sidan av Royal Society Range tills den förenar sig med Skelton Glacier.
Allison Glacier fick sitt namn efter den amerikanska piloten John Kenneth Allison som 1959 gjorde en övervintring på McMurdo Station.